# Тебризский базар
Тебризский базар (перс. بازار تبری‎; азерб. Təbriz bazarı / تبریز بازاری) — старинный крытый базар в Тебризе, объявленный в 2010 году одним из памятников Всемирного наследия.
Тебриз испокон веков стоял на Великом шёлковом пути, откуда эта торговая магистраль расходилась в три стороны — север, запад и юг. Выгодное торговое положение делало город важным региональным центром и местом пересечения многих культур. Такое стратегическое положение Тебриза стало причиной формирования в городе ныне знаменитого на весь мир Тебризского базара. Постоянно развиваясь, он стал огромным комплексом, раскинувшимся на территории более миллиона квадратных метров и имеющим в длину почти 4 километра. 
Расположенный в центре Тебриза, этот внушительный комплекс представляет собой совокупность нескольких специализированных базаров. К примеру, базар Амир специализируется на торговле ювелирными изделиями, Мозаффарие — на торговле коврами, обувью и другими товарами. 
XVI век, когда столицей единого государства Сефевидской династии стал Тебриз, ознаменовался наибольшим расцветом Тебризского базара. К XVII веку город, потеряв статус столицы, тем не менее, не утратил своего важного значения в экономическом и торговом планах. В наши дни, несмотря на присутствие на рынке многочисленных и современных торговых центров и магазинов, Тебризский базар всё также сохраняет за собой статус экономического центра как города, так и всей провинции. Примечателен и тот факт, что Тебризский базар несколько раз становился местом политической борьбы (во время конституционной революции 1905—1911 гг. и исламской революции 1978—1979 гг.).
Базар также является местом проведения некоторых важных религиозных церемоний. На его территории шииты в течение 10 дней проводят поминальные вечера и шествия в память об Ашуре, на время которых торговля полностью приостанавливается. По религиозной традиции, позади Тебризского базара было сооружено несколько мечетей. Самой известной из них является пятничная мечеть. Ныне базар состоит из 28 мечетей, восьми медресе, семи небольших рынков, пяти бань и одного спортивного салона.
В мае 2019 года часть базара пострадала от крупного пожара, который тушили около шести часов. Выгорело около сотни торговых объектов (из 5500 на базаре), ущерб оценивается в 1,2 млн долларов.

## Галерея

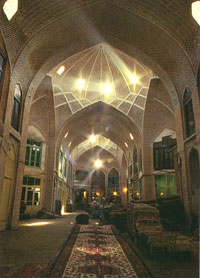
Один из кварталов Тебризского базара, специализирующегося на торговле коврами
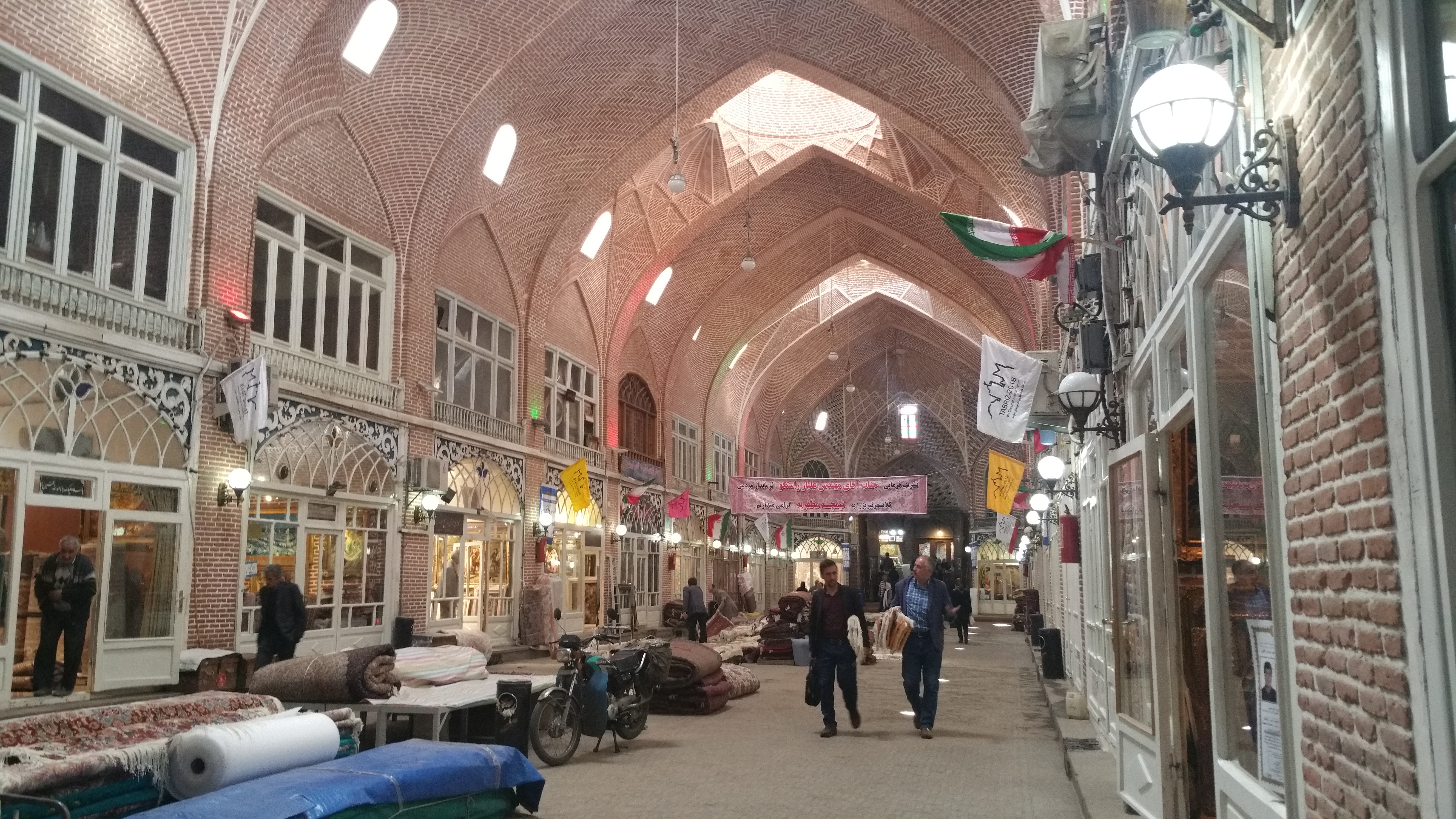
Мозаффарие, главный магазин ковров ручной работы на Большом базаре Тебриза
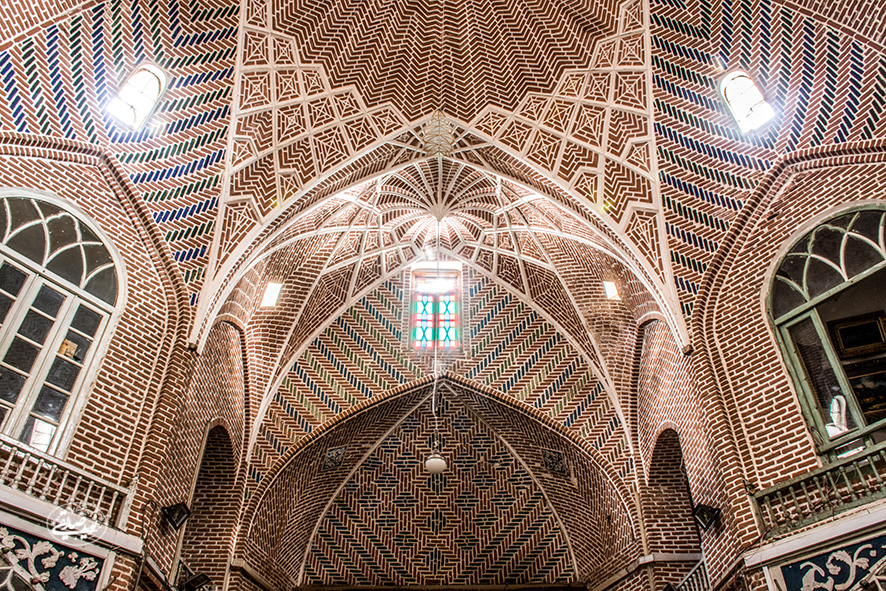
Потолок Мозаффарие
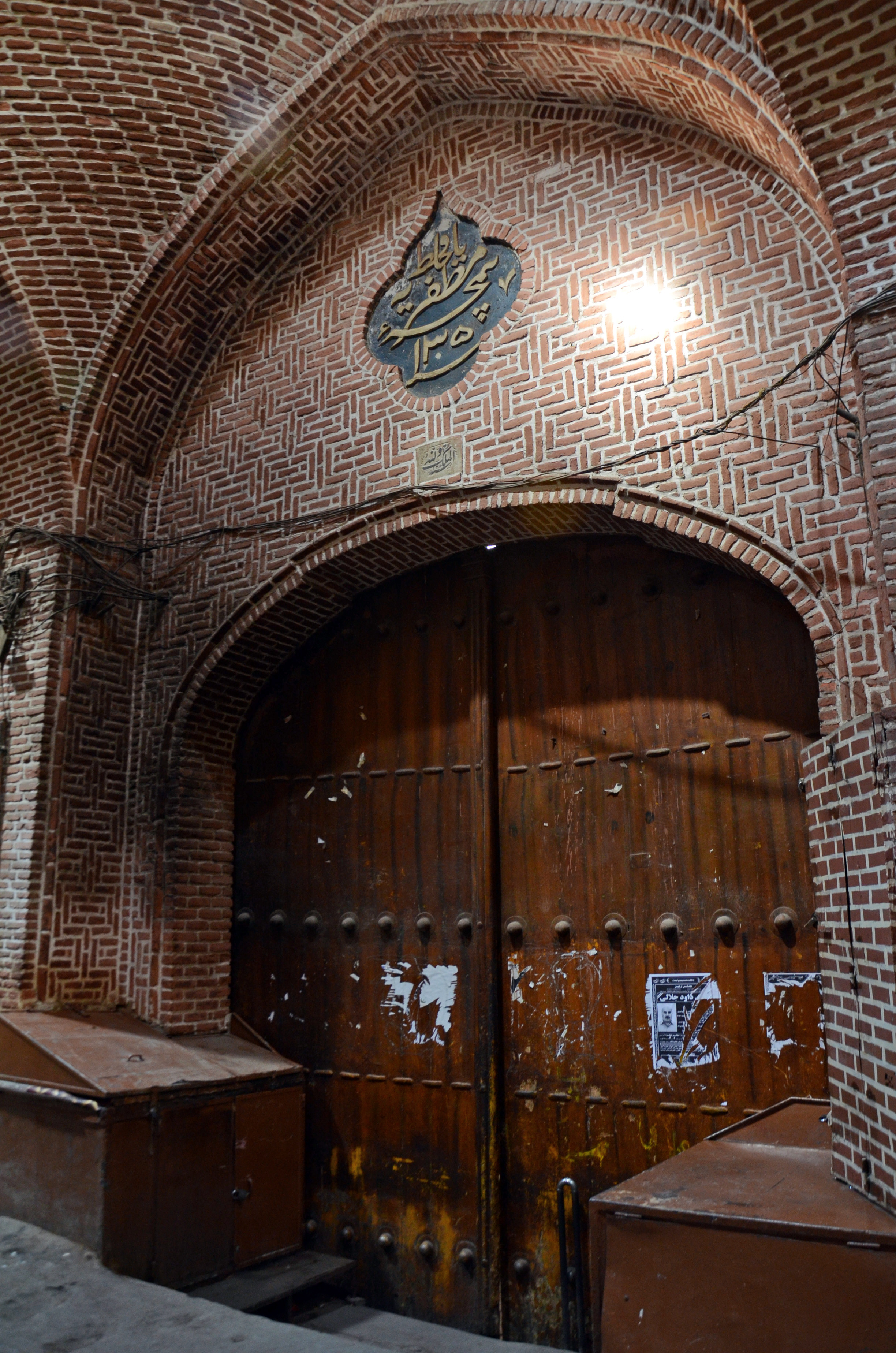
Одни из двух въездных ворот в Мозаффарие
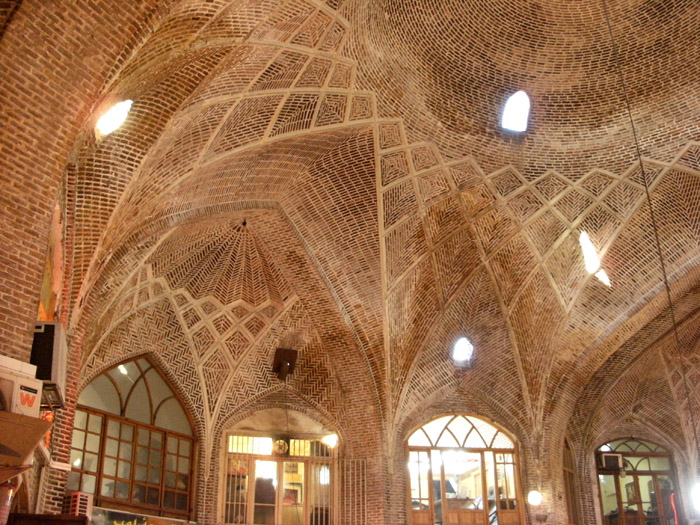
Купол Аркады Амира Базара
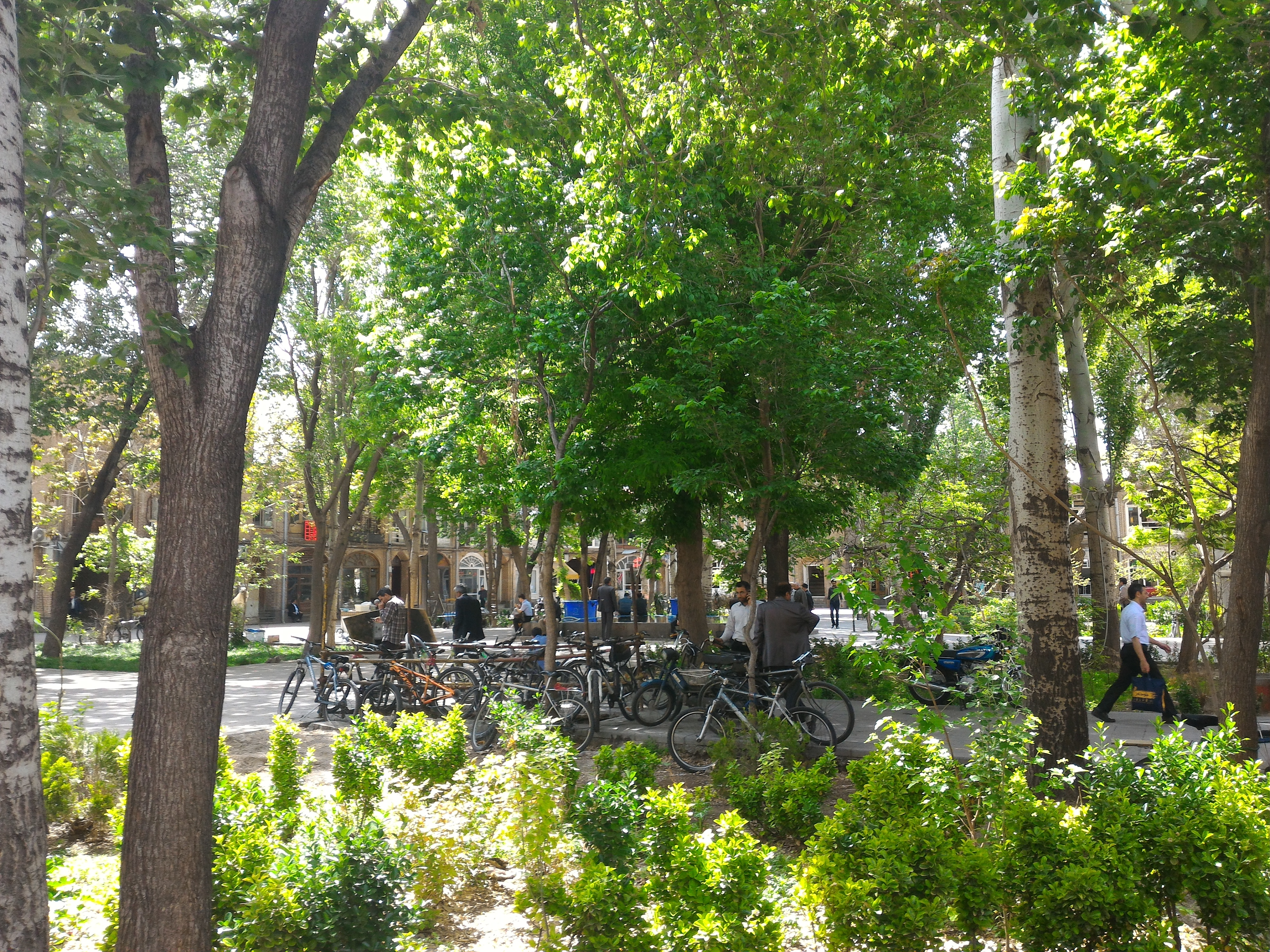
Караван-сарай возле Аркады Амира
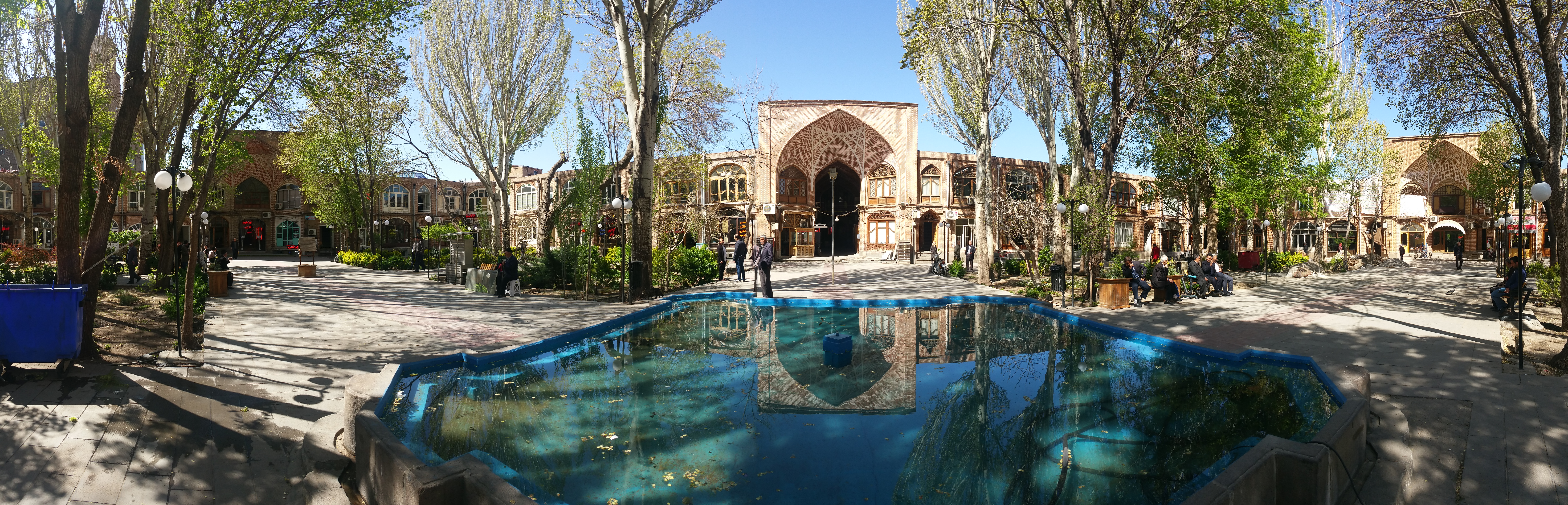
Караван-сарай на Тебризском базаре
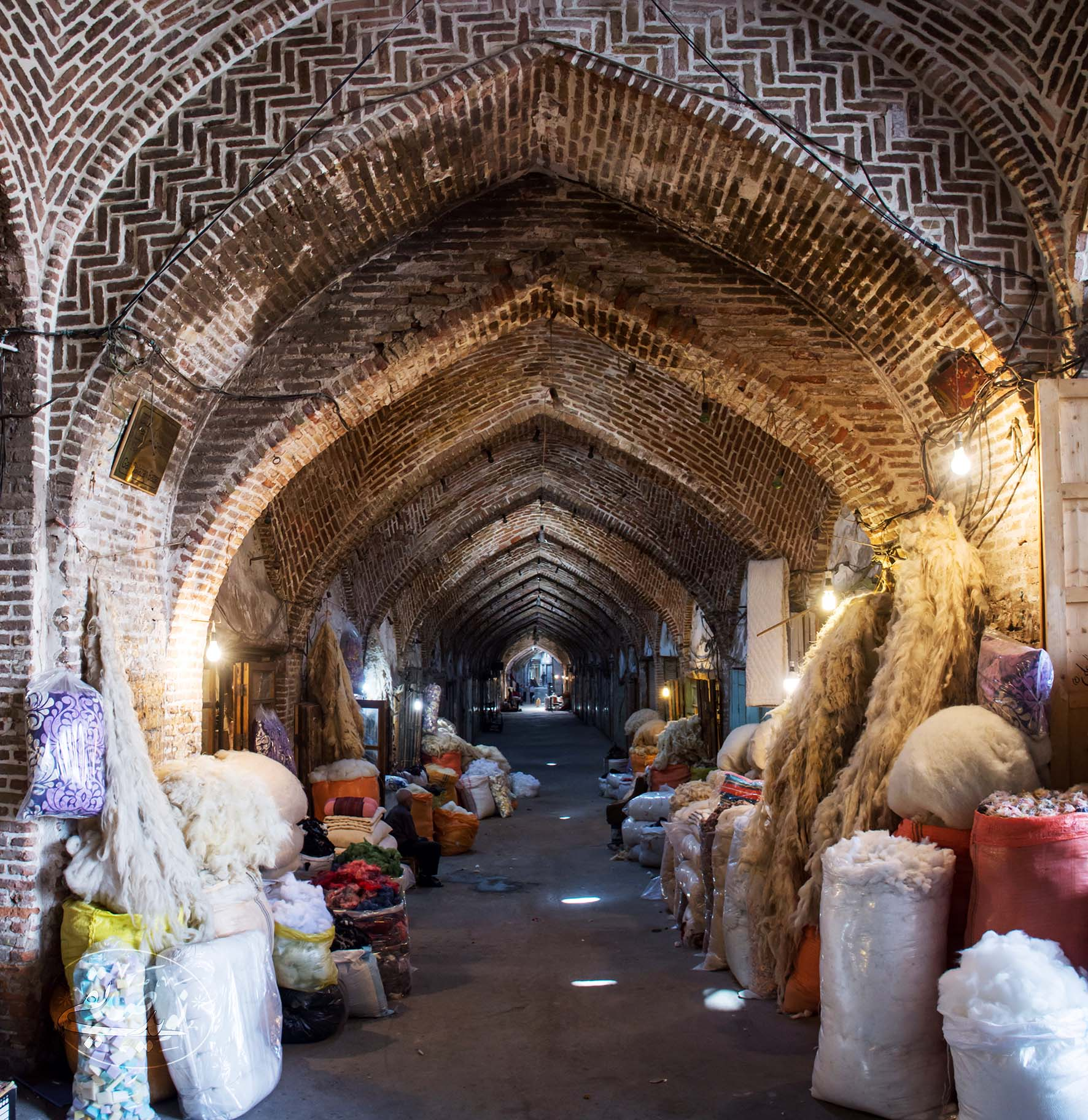
Ган-базар, ряд в Тебризском Большом базаре
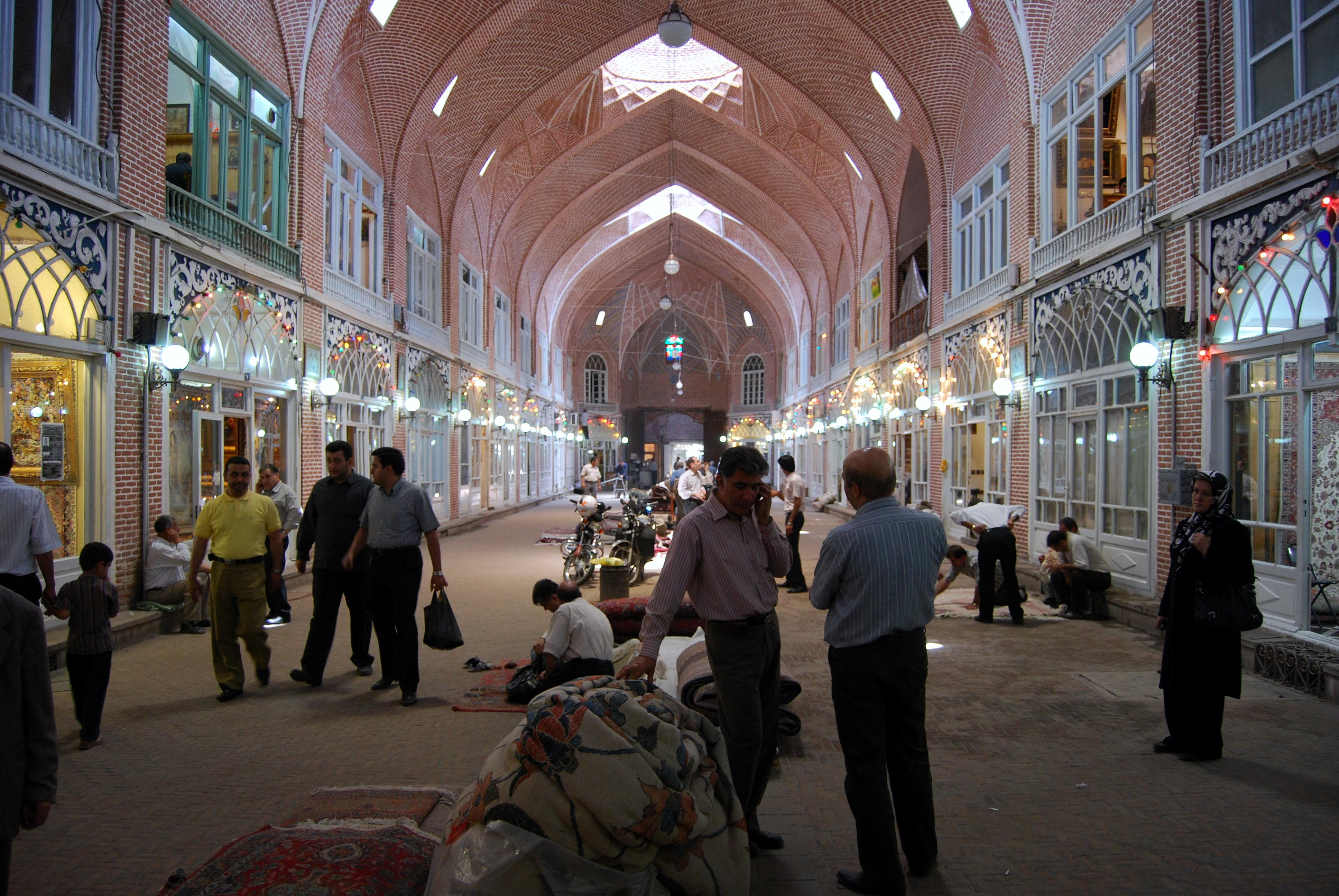
Ковровый базар Тебриза
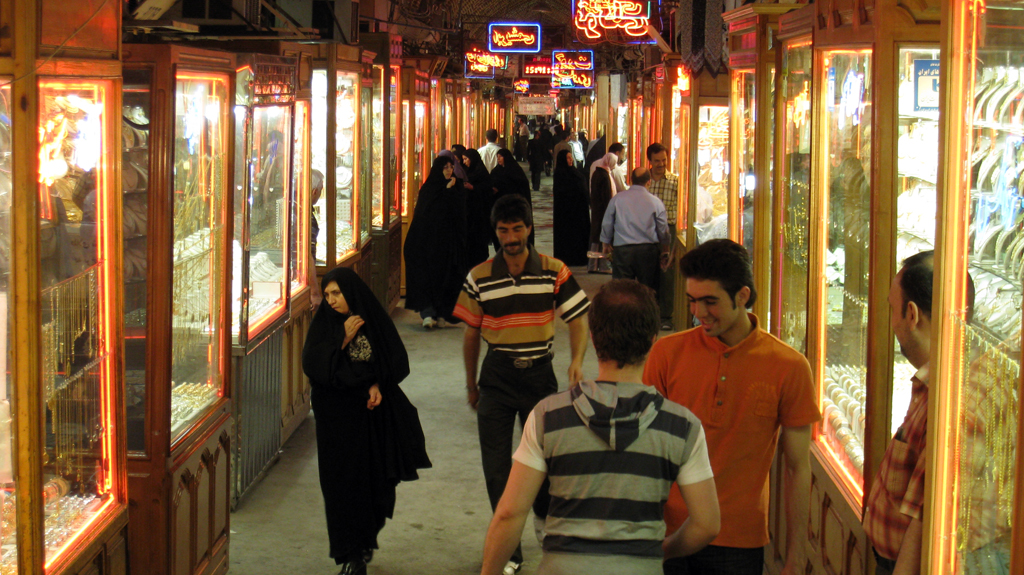
Базар золота, Тебриз